# Степанец, Александр Иванович
Александр Иванович Степанец (укр. Олександр Іванович Степанець, 24 мая 1942  — 13 октября 2007, Киев) — советский и украинский математик, член-корреспондент Национальной академии наук Украины с 1997 года, лауреат Государственной премии Украины в области науки и техники (2013).

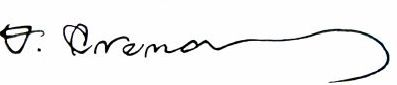
Подпись А.И.Степанца

## Биография
Родился в с. Комаровка, Борзнянского района, Черниговской области в семье сельского учителя.
Окончив в 1959 году с серебряной медалью Комаровскую среднюю школу, до поступления в 1960 году на механико-математический факультет Киевского государственного университета им. Т. Г. Шевченко работал в колхозе.
У 1965 году окончил механико-математический факультет Киевского государственного университета им. Т. Г. Шевченко.
В октябре 1965 года начал работать на должности инженера в Институте математики АН УССР, в аспирантуру которого поступил в 1967 году, окончив её уже в 1968 г., досрочно представив к защите диссертацию, написанную под руководством В. К. Дзядыка.
В 1969 г. Александр Степанец успешно защитил кандидатскую диссертацию «О некоторых линейных процессах приближения функций», а в 1974 г. — докторскую диссертацию «Исследования по экстремальным задачам теории суммирования рядов Фурье».
В 1981 г. А. И. Степанец избран на должность заведующего лабораторией гармонического анализа отдела теории функций Института математики АН УССР, а в следующем году ему было присуждено ученое звание профессора.
С 1990 года он работает заведующим отделом теории функций Института математики НАН Украины, с 1996 года занимает пост заместителя директора по научной работе Института математики НАН Украины.
В 1993 году он становится членом бюро Отделения математики НАН Украины.
В 1997 году А. И. Степанец был избран член-корреспондентом НАН Украины.
На протяжении многих лет он возглавлял специализированный ученый совет по защите диссертаций в Институте математики НАН Украины.
С 90-х годов XX века А. И. Степанец был руководителем регулярных семинаров по теории функций в Институте математики НАН Украины, а также был организатором ряда международных школ и конференций по теории приближений.
Александр Степанец был председателем издательского совета Института математики НАН Украины, ответственным редактором сборников трудов Института математики НАН Украины по теории приближения функций, членом редакционных коллегий «Украинского математического журнала» и «Украинского математического вестника».
В апреле 2007 года А. И. Степанца избрали почётным профессором Славянского государственного  педагогического университета.
Умер ученый в Киеве 13 октября 2007 года. Похоронен на Берковецком кладбище в Киеве.
В память об А. И. Степанце проведена Международная конференция «Теория приближения функций и её приложения», посвященная 70-летию со дня рождения член-корреспондента НАН Украины, профессора А. И. Степанца (1942—2007) (г. Каменец-Подольский, 28 мая — 3 июня 2012 года).

## Научная деятельность

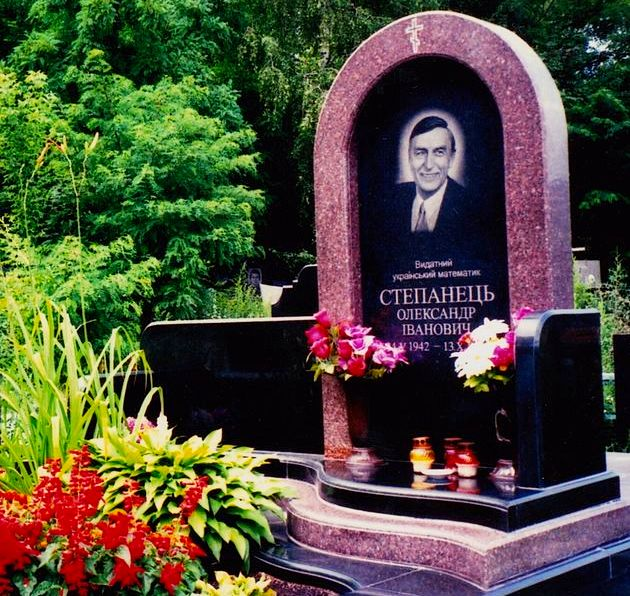
Могила А.И.Степанца на Берковецком кладбище

К числу научных интересов  Александра Ивановича Степанца принадлежали проблемы теории функций, теории аппроксимации, теории рядов Фурье, гармонического анализа, интегральных преобразований и др.
Большое влияние на формирование научных интересов А.И.Степанца оказало многолетнее общение с такими выдающимися  математиками, как 
В. К. Дзядык, Н. П. Корнейчук, С. М. Никольский и С. Б. Стечкин.
Его фундаментальные исследования по  теории суммирования  рядов и  интегралов Фурье, теории приближения функций одной и  многих действительных переменных, теории приближения функций комплексного переменного внесли существенный вклад в развитие математического анализа.
В 70-е годы XX века А.И.Степанец создал методы, позволяющие решать известную  задачу Колмогорова-Никольського на классах функций, определяемых  модулями неперерывности, и распространил на функции многих переменных  известную лемму Корнейчука-Стечкина. В частности, он нашел  асимптотические равенства для верхних граней уклонений кратных прямоугольных  сумм Фурье и  сферических сумм Рисса-Бохнера на класах Гёльдера функций многих переменных.
В 80-90-х годах XX века Александр Иванович Степанец предложил новый подход к классификации периодических функций, основанный на понятиях (ψ, β)-производной и ψ-интеграла, который позволил осуществлять достаточно тонкую классификацию чрезвычайно широких множеств периодических функций. За относительно небольшой промежуток времени для введенных им классах было получены решения целого ряда задач теории приближения функций, которые до этого были известны для классов Вейля-Надя. При этом результаты, полученные для указанных классов, с одной стороны имеют общий характер, а с другой обнаруживают ряд новых эффектов, которые в шкалах ранее известных классов не могли быть замеченными.
А. И. Степанец получил ряд глубоких окончательных результатов, связанных с приближением локально суммируемых функций, заданных на действительной оси, с приближением интегралов типа Коши на спрямляемых кривых  Жордана комплексной плоскости а также с сильным суммированием ортогональных разложений интегрируемых функций.
В последние годы жизни Александр Иванович активно занимался исследованием аппроксимационных свойств линейных пространств Sp и их обобщений. Он решил ряд экстремальных задач и, в частности, задачу о наилучшем приближении, задачу о наилучшем n-членном приближении и задачу о поперечниках за Колмогоровым q-эллипсоидов в этих пространствах.
В творческом наследии А. И. Степанца содержится 7 монографий и более 200 научных работ. Результаты его исследований получили широкое признание как на Украине так и за её пределами, о чём свидетельствует, в частности, издание его монографий на английском языке авторитетными международными издательствами (Kluwer Academic Publisher Group, VSP (Utrecht, Boston, Köln, Tokyo) и др.).

### Монографии А.И.Степанца
- Равномерные приближения тригонометрическими полиномами. — Киев: Изд-во «Наук.думка», 1981. — 340 c.
- Классификация и приближение периодических функций. Киев: Наукова думка, 1987. — 268 c.
- Classification and Approximation of Periodic Functions. DORDRECHT, Kluwer, 1995 (Mathem.and its Applic. Vol.333). — 360p.
- Uniform Approximations by Trigonometric Polinomials. — Utrecht, Boston, Tokyo: VSP, 2001. — 483 p.
- Методы теории приближений: В 2 ч. — Киев: Ин-т математики НАН Украины, 2002. — Ч.I. — 427 с.
- Методы теории приближений: В 2 ч. — Киев: Ин-т математики НАН Украины, 2002. — Ч.II. — 468 с.
- Methods of Approximation Theory. — VSP: Leiden, Boston, 2005. — 919 p.
- Приближения суммами Валле Пуссена . — Киев: Ин-т математики НАН Украины, 2007. — 386 c. (совместно с  В.И.Рукасовым и С.О.Чайченко)

### Педагогическая деятельность
Плодотворную научную работу ученый совмещал с блестящей педагогической деятельностью, направленной на привлечение одаренной талантливой молодежи к активному увлечению математикой. На протяжении многих десятилетий он читал основные и специальные курсы по математическому анализу для студентов Киевского политехнического института, Волынского государственного университета, Каменец-Подольского государственного университета,  Славянского государственного педагогического университета.
Александр Степанец создал математическую школу, которая насчитывает 9 докторов и 27 кандидатов наук.

## Звания и награды
- Лауреат Республиканской премии им. Н.Островского (1974)
- Медаль «В память 1500-летия Киева» (1982)
- Лауреат премии им. М. В. Остроградского НАН Украины (2000)
- Заслуженный деятель науки и техники Украины (2002)
- Почетная грамота Кабинету Министров Украины(2003)
- Медаль «Почетный профессор Волынского государственного университета» (2005)
- Лауреат премии им. М. М. Крылова НАН Украины (2007)
- Почетный профессор Славянского государственного педагогического  университета (2007)
- Лауреат Государственной премии Украины в области науки и техники(посмертно)(2013)[1]

### Семья
8 июля 1965 г. женился с Ниной Ивановной Тювиной, тогда студенткой механико-математического факультета Киевского государственного университета им. Т. Г. Шевченко, впоследствии доцентом, кандидатом физико-математичних наук. 3 апреля 1972 г. в его семье родилась дочь Мария.